# Miss Kuroitsu from the Monster Development Department
Miss Kuroitsu from the Monster Development Department (怪人開発部の黒井津さん?, Kaijin kaihatsubu no Kuroitsu-san) è un manga scritto e disegnato da Hiroaki Mizusaki. La serie è iniziata con la serializzazione sul sito Comic Meteor della casa editrice Flex Comix dal 17 aprile 2019. Un adattamento anime, prodotto da Quad, è andato in onda dal 9 gennaio al 3 aprile 2022.

## Trama
Tōka Kuroitsu è un assistente e ricercatore nel Dipartimento di Ricerca e Sviluppo di Agastya, una malvagia organizzazione segreta che combatte contro gli eroi che cercano di salvare il mondo. Kuroitsu vive una vita frenetica ad Agastya, presa tra le assurde richieste dei suoi capi; fare presentazioni; implementare nuove funzionalità nei superumani; ottenere risultati entro il tempo e le richieste di specifiche assegnate. Il tutto senza ferie. Tuttavia, il nemico che Agastya deve combattere in questo momento non sono gli eroi della giustizia, ma il suo capo. Questa è la storia di coloro che combattono segretamente nell'ombra della giustizia e del confronto del male.

## Personaggi
Tōka Kuroitsu (黒井津 燈香?, Kuroitsu Tōka)
Doppiata da: Kaori Maeda
Toka è la titolare dell'assistenza nel Dipartimento di Ricerca e Sviluppo di Agastya. Il suo scopo è quello di creare dei mostri in grado di combattere contro i nemici di Agastia. Tuttavia, deve far fronte a richieste spesso esagerate e contraddittorie dei suoi superiori, mettendo in bilico il suo lavoro e il suo ruolo nella società segreta.
Hajime Sadamaki (佐田巻博士?, Sadamaki Hakase)
Doppiato da: Yūichirō Umehara
Hajime è supervisore di Kuroitsu, un professore astuto che spesso indossa una visiera di tecnologia avanzata sugli occhi, ma il suo atteggiamento rilassato può creare dei problemi al lavoro. Questo obbliga Kuroitsu a risolvere le difficoltà che emergono durante le operazioni.
Lupo Bete (ウルフ・ベート?, Urufu Bēto)
Doppiato da: Satomi Amano
Bete è uno dei nuovi membri del Dipartimento Sviluppo Mostri di Agastia, ed è un ibrido tra un uomo e un lupo che è stato creato per combattere i nemici della società segreta. Durante il processo di sviluppo, Bete è stato involontariamente trasformato in una lupa femmina da Akashic, che voleva renderlo più carino. Nonostante questo imprevisto, Bete è riuscito a sopravvivere alla sua prima battaglia contro Blader e si è dimostrato un assistente utile nel Dipartimento Sviluppo Mostri.
Megistus (メギストス?, Megisutosu)
Doppiato da: Tetsu Inada
Magistus è il vice-capo di Agastia e ha un aspetto minaccioso che maschera il suo temperamento razionale e pragmatico. Lavora spesso al di là del dovuto per garantire il corretto funzionamento di Agastia e non esita ad andare contro le decisioni di Akashic, quando ritiene che sia necessario per il successo della società segreta.
Akashic (アカシック?, Akashikku)
Doppiata da: M.A.O
Akashic è il capo di Agastia ed è una ragazza con una personalità imprevedibile, ma sotto la sua apparente fragilità si cela una forza immensa e segretamente potente.
Kenji Sadamaki (佐田巻 健司?, Sadamaki Kenji)
Doppiato da: Takuma Terashima
Un giovane impiegato di un piccolo negozio, che all'insaputa di tutti conduce una doppia vita come un abile spadaccino. Blader è il suo nome in codice, ed è stato scelto per proteggere la città dall'ascesa della società segreta Agastia. Nonostante abbia una cotta per Kuroitsu, non ha idea del suo lavoro segreto all'interno della malvagia organizzazione.
Cannon Thunderbird (カノン・サンダーバード?, Kanon Sandābādo)
Doppiato da: Shun'ichi Toki
Cannon è un mostro che inizialmente era stato concepito come un gigante armato di cannoni a rotaia e in grado di generare fulmini. Tuttavia, durante lo sviluppo, ci sono stati diversi incontri tra i vari dipartimenti di Agastia che hanno portato ad un pesante ridimensionamento del design originale. Il mostro è stato quindi presentato al pubblico come un grande uccello robotico giallo, dotato di una visiera. Anche se la forma del mostro è molto diversa dall'idea originale, il suo potenziale distruttivo è molto elevato e rappresenta una minaccia per gli avversari di Agastia. Si presume che il processo collaborativo di sviluppo abbia portato ad un risultato migliore e più equilibrato, anche se il ridimensionamento potrebbe aver limitato le sue prestazioni rispetto alla forma originale del progetto.
Hydra (ヒュドラ?, Hyudora)
Doppiata da: Fumi Aikawa
Hydra è una creatura proveniente dalle creazione di Kuroitsu che ha subito una riduzione a causa di limiti temporali e di budget. In origine, il mostro era stato concepito con la capacità di rigenerarsi e otto teste che rilasciavano un veleno mortale. Tuttavia, a causa di restrizioni nella produzione, il veleno è stato eliminato e solo quattro teste aggiuntive sono state incluse dopo una serie di revisioni. Inoltre, ogni testa ha una personalità individuale e spesso entrano in conflitto tra loro.
Karen Mizuki (水木香恋?, Mizuki Karen)
Doppiata da: Yurie Kozakai
Karen è una donna che lavora come dipendente temporanea in un paesino isolato del Giappone. Successivamente si trasferisce a Tokyo per lavoro, ma per una serie di circostanze impreviste, si ritrova a svolgere il ruolo subordinato di basso livello per alcuni malviventi sotto il comando di Matsuyama.
Yūto Higatani (賀谷雄杜?, Higatani Yūto) / Magia Zwart (マギアズワルト?, Magia Zuwaruto)
Doppiata da: Yui Horie
Yūto è una giovane donna ha il corpo di una ragazza che è leggermente bassa di statura ma con un seno di dimensioni maggiori.
Melty (メルティ?, Meruti)
Doppiato da: Miyu Tomita
Melty è stato un mostro al cioccolato fatto in casa creato con l'intenzione di creare un design a tema San Valentino per contrastare Blader. Tuttavia, il mostro è stato successivamente distrutto quando si è scoperto che il cioccolato utilizzato per la sua creazione conteneva pezzi di metallo. Questo ha causato problemi di sicurezza per il personale e per gli spettatori. Nonostante ciò, il dipartimento di sviluppo dei mostri ha deciso di mantenere il design di Melty e l'ha utilizzata in varie occasioni, probabilmente utilizzando materiali sicuri per la sua creazione. Nonostante i problemi iniziali, Melty sembra aver avuto successo come un mostro ed è stata presa in considerazione in futuro quando si è deciso di creare altri mostri simili.

## Media

### Manga
Il manga è scritto e disegnato da Hiroaki Mizusaki. La serie venne distribuita sul sito Comic Meteor della casa editrice Flex Comix pubblicando il primo volume tankobon il 17 aprile 2019. All'8 agosto 2022, sono stati pubblicati in totale 5 volumi.

#### Volumi
| Nº | Data di prima pubblicazione | Data di prima pubblicazione | Data di prima pubblicazione |
| Nº | Giapponese                  | Giapponese                  |                             |
| -- | --------------------------- | --------------------------- | --------------------------- |
| 1  | 12 gennaio 2021             | ISBN 978-4866751337         |                             |
| 2  | 12 luglio 2021              | ISBN 978-4866751559         |                             |
| 3  | 12 ottobre 2021             | ISBN 978-4866751719         |                             |
| 4  | 12 febbraio 2022            | ISBN 978-4866751931         |                             |
| 5  | 8 agosto 2022               | ISBN 978-4866752365         |                             |

### Anime
Il 7 luglio 2021, un adattamento anime è stato annunciato da Flex Comix.  La serie è prodotta dallo studio Quad e diretta da Hisashi Saitō, con Katsuhiko Takayama che si è occupato della composizione della serie, Kazuya Morimae che si è occupato del character design e manzo della colonna sonora. È andata in onda dal 9 gennaio al 3 aprile 2022 sulle reti ABC e TV Asahi.  AXXX1S ha eseguito la sigla di apertura "Special force", mentre Maybe Me ha eseguito le sigle di chiusura "Aimai Identity" e "Destiny". In Italia, la serie venne trasmessa in versione sottotitolata su Crunchyroll, così come nel resto del mondo.
| Nº | Titolo italiano Giapponese 「Kanji」 - Rōmaji | In onda          | In onda |
| Nº | Titolo italiano Giapponese 「Kanji」 - Rōmaji | Giapponese       |         |
| 1  | Quando il mostro che avrebbe dovuto instillare paura nei cuori degli uomini è nato nell'organizzazione malvagia segreta che mira a conquistare il mondo, lei ha gridato internamente 「世界征服を企てる悪の秘密結社で、人々を恐怖に陥れる怪人が生まれ出るその時、彼女は密かに涙した」 - Sekai seifuku o kuwadateru aku no himitsu kessha de, hitobito o kyōfu ni otoshīreru kaijin ga umare deru sono toki, kanojo wa hisoka ni namida shita                                                                                                   | 9 gennaio 2022   |         |
| 2  | Il risveglio del leggendario emissario infernale, che ode le incessanti grida delle anime malvagie bevendo a piccoli sorsi dalla teiera dell'oscurità, si lascia alle spalle una lunga scia di paura 「闇の湯壺で貪り合う悪鬼の叫びを耳に眠る、伝説の名を持つ地獄の使徒は、恐怖を携えてこの地に目覚める」 - Yami no yutsubo de musabori au akki no sakebi o mimi ni nemuru, densetsu no na o motsu jigoku no shito wa, kyōfu o tazusaete kono chi ni mezameru                                                                                  | 17 gennaio 2022  |         |
| 3  | Il mostro in un perpetuo ciclo di morte e rinascita si sforza di spezzare le catene finché non sarà sedotto da un'anima schiava del destino. 「幾度もの死を繰り返す蘇りし魔物が、その柳を断つべく抗う、運命に縛られた魂に魅入られるその時」 - Ikudo mo no shi o kurikaesu yomigaerishi mamono ga, sono yanagi o tatsubeku aragau, unmei ni shibarareta tamashī ni miirareru sono toki | 30 gennaio 2022  |         |
| 4  | L'anima di un demone che beve fino a stordirsi al banchetto delle illusioni, gravata dai peccati che conducono gli uomini alla perdizione, si spezza dalla rabbia al pianto della fanciulla 「人々を惑わす業に溺れた、幻想の宴に酔い痴れる鬼は、乙女の涙と怒りによって自らの魂を砕く」 - Hitobito o madowasu gō ni oboreta, gensō no utage ni yoi shireru oni wa, otome no namida to ikari ni yotte mizukara no tamashī o kudaku | 6 febbraio 2022  |         |
| 5  | Il patto con il demone che risiede negli abissi, il cui costo è la distruzione, è salvato da un accenno di sorriso, un vero anello di re Salomone 「深淵に住まいし魔物との契約は、その身の破滅を対価とするも、一抹の笑みによって救われる、ソロモン王の指輪が如く」 - Shinen ni sumaishi mamono to no keiyaku wa, sono Mi no hametsu o taika to suru mo, ichimatsu no emi ni yotte sukuwareru, Soromon ō no yubiwa ga shiku | 13 febbraio 2022 |         |
| 6  | Un'anima semplice oppressa da poteri invisibili soccombe a una rabbia tremenda e a un'ardente brama e si manifesta sotto le spoglie di bestia malvagia 「見えざる力に虐げられた純朴な魂は、たぎる怒りと焦がれる想いによって結実し、悪しき魔物となり顕現する」 - Miezaru chikara ni shītagerareta junboku na tamashī wa, tagiru ikari to kogareru omoi ni yotte ketsujitsu shi, ashiki mamono to nari kengen suru | 20 febbraio 2022 |         |
| 7  | Il risultato della passione servita a un banchetto mostruoso, persi nel profumato abbraccio di un dolce veleno e inebriati dal sapore del peccato insieme all'incarnazione di una divinità 「甘き抱擁に香る甘美な毒に迷い、神の化身と共に罪の味に酔う、魔物の宴に捧げられた情念の行方」 - Amaki hōyō ni kaoru kanbi na doku ni mayoi, kami no keshin to tomo ni tsumi no aji ni yō, mamono no utage ni sasagerareta jōnen no yukue | 27 febbraio 2022 |         |
| 8  | La crudeltà dei demoni malvagi che abitano nella roccaforte degli spettri semina paura e ostilità reciproca 「亡者の巣くう根城に住む悪しき魔物たちは、その邪悪さ故に同志を恐れ、互いに敵のまた敵とまみえる」 - Mōja no sukuu nejiro ni sumu ashiki mamonotachi wa, sono jaakusa yue ni dōshi o osore, tagai ni teki no mata teki to mamieru | 6 marzo 2022     |         |
| 9  | Le eroiche sagome decadenti degli antichi spiriti dei morti che si radunano nell'abisso vengono fiocamente illuminate da un orgoglio senza tempo 「深淵に集ういにしえの亡者たちの、錆びつき朽ち果てた栄光の影は、時の彼方の誇りによって闇の中で微かに灯る」 - Shinen ni tsudō inishie no mōjatachi no, sabitsuki kuchihateta eikō no kage wa, toki no kanata no hokori ni yotte yami no naka de kasuka ni tomoru | 13 marzo 2022    |         |
| 10 | Quando il demoniaco seduttore di anime è confuso e perso nella sua stessa esistenza, il concetto stesso di un essere che seminail caos viene chiamato "Diavolo" 「魂を誘惑する魔性の者が、自らの存在に惑い迷い溺れる時、混沌をもたらしたその存在の概念こそが悪魔と呼ばれる」 - Tamashī o yūwaku suru mashō no mono ga, mizukara no sonzai ni madoi mayoi oboreru toki, konton o motarashita sono sonzai no gainen koso ga akuma to yobareru | 20 marzo 2022    |         |
| 11 | La vittima sacrificale che partecipa di sua volontà al banchetto delle divinità malvagie deve decidere se essere divorata e accettare il ruolo di sacrificio o divorare le divinità malvagie e diventare una di loro 「生贄は邪神の集う酒宴に自ら赴き、その餌食になり初めて生贄である事を自覚する、あるいは邪神を喰らい自らが邪神となる」 - Ikenie wa jashin no tsudō shuen ni mizukara omomuki, sono ejiki ni nari hajimete ikenie de aru koto o jikaku suru, aruiwa jashin o kurai mizukara ga jashin to naru                                | 27 marzo 2022    |         |
| 12 | Le vittime sacrificali salvate dall'Inferno da un diavolo dalle ali nere che divora altri diavoli lo riveriranno come divinità a prescindere dal fatto che i suoi atti lo rendano un apostolo del Paradiso o un mero selvaggio cannibale 「悪魔を喰らう悪魔は天の使徒となり得るか、はたまた醜い共喰いに過ぎぬ蛮行か、ただ地獄より救われし生贄は黒き翼を神と崇める」 - Akuma o kurau akuma wa ten no shito to nari eru ka, hatamata minikui tomogui ni suginu bankō ka, tada jigoku yori sukuwareshi ikenie wa kuroki tsubasa o kami to agameru | 3 aprile 2022    |         |